# شاهزاده قورباغه
شاهزاده قورباغه یا هنری آهنین (به آلمانی: Der Froschkönig oder der eiserne Heinrich) عنوان یکی از مشهورترین داستان و متل از قصه‌های برادران گریم است که عنوان نخستین قصهٔ این مجموعه را نیز دارا است. برادران گریم این داستان را در نسخهٔ سال ۱۸۱۲ گنجانده‌اند.

## خلاصه داستان
در دل جنگلی، شاهزاده‌خانمی مغرور و خودخواه، گوی زرینی را که با آن بازی می‌کند، در چاهی عمیق می‌اندازد. قورباغه‌ای سبز و زشت از درون چاه ظاهر می‌شود و پیشنهاد می‌دهد گوی را برایش بازگرداند، به شرط آنکه شاهزاده‌خانم او را دوست خود بداند و اجازه دهد در قصر همراه او زندگی کند. شاهزاده‌خانم، برای بازپس‌گیری گوی، به ظاهر می‌پذیرد ولی پس از گرفتن گوی، بدون وفای به عهد به قصر بازمی‌گردد.
قورباغه فردای آن روز به درِ قصر می‌رود و از پادشاه می‌خواهد که شاهزاده‌خانم به قول خود وفا کند. پادشاه، دخترش را به حفظ پیمان و اخلاق نیک وامی‌دارد. با اکراه، قورباغه را به قصر راه می‌دهند؛ او کنار شاهزاده‌خانم می‌نشیند، از غذایش می‌خورد، و درخواست می‌کند شب در تخت او بخوابد. شاهزاده‌خانم از این درخواست منزجر می‌شود، اما به خواست پدر تن می‌دهد.
شب هنگام، وقتی قورباغه به بستر نزدیک می‌شود، شاهزاده‌خانم از شدت خشم او را به دیوار می‌کوبد. به ناگاه، قورباغه به شاهزاده‌ای خوش‌چهره بدل می‌شود. شاهزاده توضیح می‌دهد که جادوگری بدذات او را به شکل قورباغه درآورده بود و تنها با کمک شاهزاده‌خانمی واقعی می‌توانست رهایی یابد.
روز بعد، کالسکه‌ای طلایی با خدمتکاری وفادار به نام «هاینریش آهنین» از راه می‌رسد تا شاهزاده و شاهزاده‌خانم را به سرزمین شاه بازگرداند. هاینریش آن‌قدر از اندوه اربابش هنگام تبدیل به قورباغه اندوهگین شده بود که سه کمربند آهنین بر قلب خود بسته بود تا نشکند. حال که اربابش آزاد شده، این کمربندها از شدت شادی می‌شکنند.
در نسخهٔ اصلی آلمانی، طلسم قورباغه وقتی می‌شکند که شاهدخت آن طلسم را به دیوار می‌کوبد اما در نسخه‌های امروزی این تغییر زمانی رخ می‌دهد که شاهدخت قورباغه را می‌بوسد. در نسخه‌های قدیمی‌تر، خوابیدن قورباغه روی بالش شاهدخت باعث این تغییر می‌شد.
همچنین شاهزاده قورباغه خدمتکاری وفادار به نام هنری (یا هری) دارد که با سه بند آهنی قلبش را محکم کرده تا از اندوه طلسم اربابش نشکند. وقتی شاهزاده قورباغه به شکل انسان برمی‌گردد، شادی وصف‌نشدنی هنری باعث می‌شود تا هر سه بند بشکند و قلبش از این اندوه نجات یابد.

## تحلیل داستان
این داستان نمادهایی از بلوغ، وفاداری، و لزوم نگاه به درون افراد دارد. شاهزاده‌خانم با عبور از مرحله‌ای از تنفر، خشم، و در نهایت پذیرش، به درکی بالاتر از عشق و مسئولیت دست می‌یابد. همچنین قورباغه نماد انسان صادقی است که در زیر ظاهری ناخوشایند، شخصیتی نجیب و شایسته را پنهان کرده است.
در نسخه‌های بعدی، این تغییر شکل گاهی با بوسیدن قورباغه رخ می‌دهد؛ عنصری که در نسخه‌های اصلی برادران گریم دیده نمی‌شود و بعدها به روایت اضافه شده است.

## شخصیت‌ها
شاهزاده‌خانم - دختری جوان و زیبا اما خودخواه که در طول داستان دچار دگرگونی شخصیتی می‌شود.
قورباغه / شاهزاده - شاهزاده‌ای طلسم‌شده که به هیئت قورباغه درآمده و به دنبال رهایی است.
پادشاه - پدر شاهزاده‌خانم که به اخلاق، قول و تعهدات اهمیت می‌دهد.
هاینریش آهنین - خدمتکار وفادار شاهزاده که در سختی‌ها نیز به او وفادار مانده است.

## نسخه‌ها و تأثیرات فرهنگی
این داستان از معروف‌ترین افسانه‌های اروپایی است که در قالب‌های مختلف در سراسر جهان بازنویسی شده است. از جمله اقتباس‌های برجسته می‌توان به موارد زیر اشاره کرد:
فیلم‌ها و انیمیشن‌های متعددی مانند «شاهزاده قورباغه» محصول ۱۹۷۱ و انیمیشن «پرنسس و قورباغه» از دیزنی (۲۰۰۹).
نمایش‌نامه‌ها و اپراهای کودکانه در آلمان، فرانسه و ایالات متحده.
داستان‌هایی با الهام از آن در قالب کمیک، شعر، بازی ویدئویی و ادبیات کودک.

## افسانه‌های مشابه
افسانه‌های دیگری نیز با موضوعاتی شبیه این داستان وجود دارند، مانند:
- شاهزاده‌خانم قورباغه - نسخه‌ای روسی با قهرمان زن.
- پادوک‌ی - افسانه‌ای آلمانی با قورباغه به عنوان عروس.
- مار سفید - از داستان‌های دیگر گریم با مضمون دگرگونی.

## نگارخانه

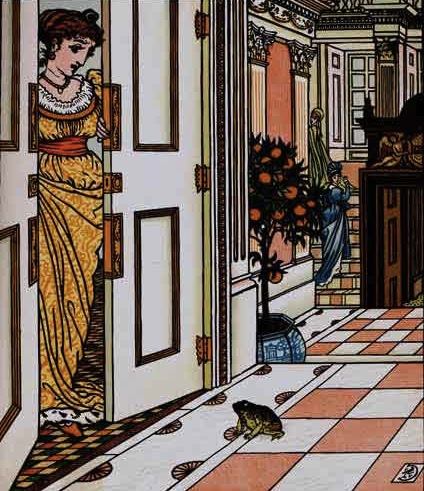
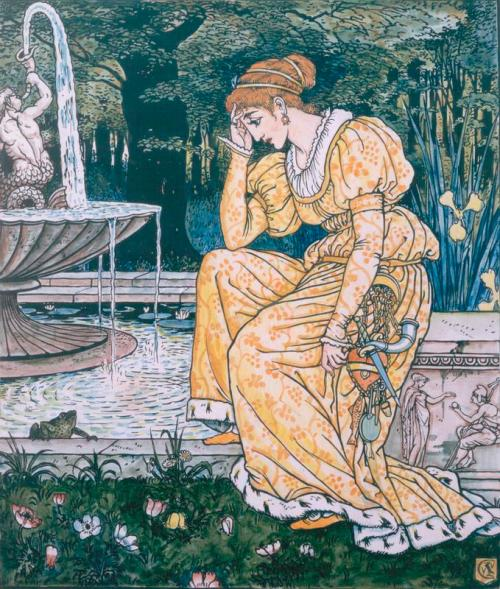
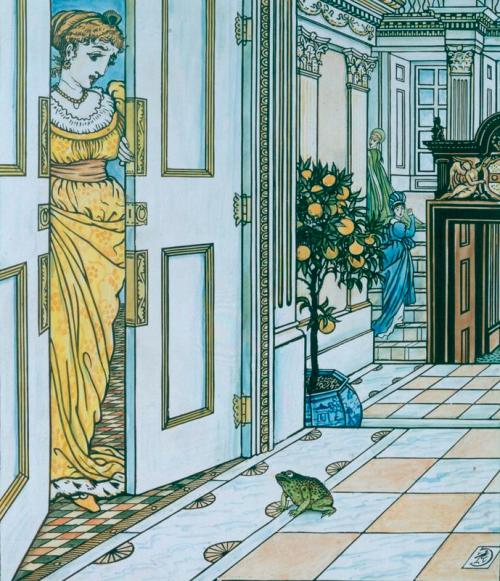
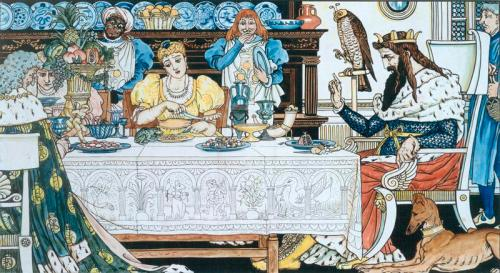
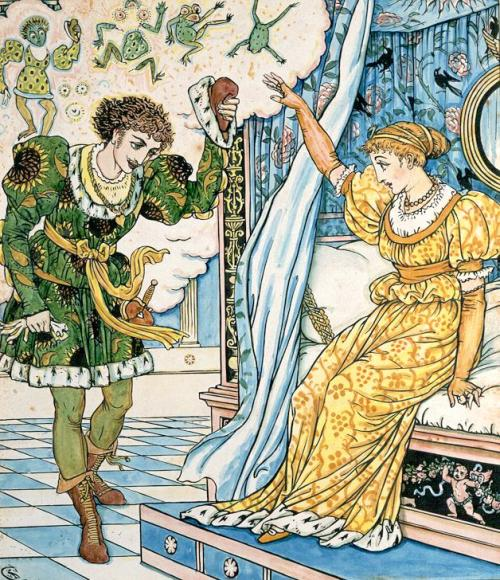
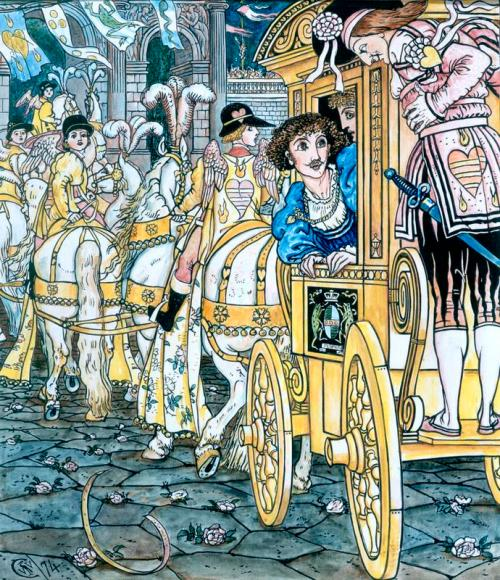